# Créuse fille de Priam
Pour les articles homonymes, voir Créuse.

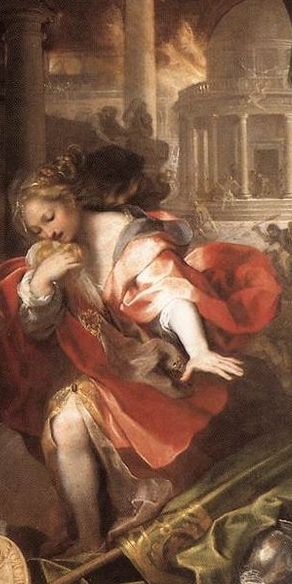
Créuse lors de la chute de Troie, détail d'une toile de Federico Barocci (1598)

Dans la mythologie grecque, Créuse (en grec ancien Κρέουσα / Kréousa) ou Créüse, fille de Priam et d'Hécube, est l'épouse du héros troyen Énée. Le poète latin Virgile la fait apparaître dans son épopée, l’Énéide, où Créuse est la première épouse d'Énée, qui la rend mère d’Ascagne.

## Mythologie
Créuse est une princesse royale troyenne, fille du roi Priam et de la reine Hécube.
Le sort de Créuse lors de la prise de Troie fait l'objet de plusieurs variantes. Selon les peintures historiques de la Lesché des Cnidiens décrites par Pausanias dans sa Description de la Grèce, Créuse fait partie des captives troyennes emmenées en Grèce.
La version la plus connue est cependant celle de Virgile du Chant II de l'Énéide. Alors qu'Énée fuit la ville en flammes en compagnie de son père Anchise, de Créuse et de leur fils Ascagne, il perd de vue Créuse ; il revient vers Troie à sa recherche, mais ne peut la retrouver. L'ombre de Créuse, qui a été tuée, lui apparaît pour lui prédire ses voyages et sa recherche d'une nouvelle patrie,.
D'autres auteurs expliquent qu'Énée abandonna volontairement Créuse sous les ordres des dieux.

## Postérité
Dans la peinture classique, Créuse apparaît souvent sur les tableaux montrant la fuite d'Énée la nuit de la destruction de Troie. Créuse est notamment représentée sur le tableau de Federico Barocci Énée fuyant Troie en 1598. Magda Szabo a écrit un roman, L'Instant, qui relate l’Énéide, du point de vue de Créuse : la Créüside. L'ouvrage réécrit l'histoire antique en modifiant tous les points de vue, Énée ayant été tué par sa femme, et celle-ci ayant pris sa place . L'épisode de Créuse fut porté à l'écran en 1961 par Giorgio Ferroni dans La Guerre de Troie (La Guerra di Troia).

## Lien Externe
- Notices d'autorité :   - VIAF
  - GND
  - Pologne